# Lista över offentlig konst i Järfälla kommun
Lista över offentlig konst i Järfälla kommun är en ofullständig förteckning över utomhusplacerad offentlig konst i Järfälla kommun.

| Titel                            | Konstnär(er)              | Årtal | Beskrivning | Typ - material                               | Stadsdel/ort    | Plats Koordinater                                                         | Bild                             |
| -------------------------------- | ------------------------- | ----- | --- | -------------------------------------------- | --------------- | ------------------------------------------------------------------------- | -------------------------------- |
| Nya Arkadien/Klot 2              | Sten Dunér                | 1998  | | betong                                       | Kallhäll        | Görvälns slottspark 59.43543, 17.78567                                    |                                  |
| Bibliotek Sarkofag               | Ulla Viotti               | 2008  | | tegel                                        | Kallhäll        | Görvälns slottspark 59.43422, 17.78616                                    | Bibliotek Sarkofag               |
| Färgtorn                         | Karl Gustaf Nilson        | 1980  | | emaljerad plåt                               | Kallhäll-Stäket | Kolarängskolan, Kolarängsvägen 4 59.46271, 17.80958                       |                                  |
| Fårskocken                       | Pye Engström              | 1967  | | granit                                       | Kallhäll-Stäket | Lädersättraskolan/Förskolan Piazzan, Tomtevägen 4 59.45185, 17.81387      |                                  |
| Järfälla bygd och natur          | Lennart Andersson         | 1993  | | brons                                        |                 | Vasaplatsen 59.42338, 17.8348                                             |                                  |
| Lekande barn                     | Sam Westerholm            | 2002  | | relief - sten                                |                 | Olovlundskolan, Novembervägen 19 59.4247, 17.81701                        |                                  |
| Godot                            | Patrick Nilsson           | 2006  | en av tre skulpturer                                                                                           | skulpturer - stål                            | Kallhäll-Stäket | Källtorpskolan, Källtorpsvägen 10 59.45348, 17.80974                      |                                  |
| Sälar                            | Linnea Jörpeland          | 2012  | | brons och betong                             |                 | Ormbacka förskola, Bråvallavägen 2 59.4001, 17.84126                      |                                  |
| La Linda                         | Eva Lange                 | 2010  | | granit                                       | Kallhäll        | Görvälns slottspark 59.43522, 17.78652                                    | La Linda                         |
| Nya Arkadien/Tegeltorn           | Sten Dunér                | 1998  | | tegel                                        | Kallhäll        | Görvälns slottspark 59.43711, 17.78188                                    | Nya Arkadien/Tegeltorn           |
| Primus                           | Johan Wiking              | 2007  | | brons                                        |                 | Nybergskolan, Nybergsvägen 7 59.41586, 17.83669                           |                                  |
| Pupinupporna och abbotens lustar | Simon Häggblom Karin Lind | 2007  | | brons och plast                              | Kallhäll        | Görvälns slottspark 59.43401, 17.78657                                    | Pupinupporna och abbotens lustar |
| Får                              | Mats Eriksson             | 2002  | | betong                                       |                 | Nibble förskola, Nibblevägen 1 59.42678, 17.84038                         |                                  |
| Sputnik                          | Johan Röing               | 2011  | | brons                                        |                 | Flottiljens äldreboende (innergård), Korpralsvägen 51-55 59.4173, 17.8624 |                                  |
| Sångkör                          | Thomas Qvarsebo           | 1994  | | corténstål                                   |                 | intill Allmogeplatsen 59.42274, 17.83627                                  |                                  |
| Nya Arkadien/Klot 3              | Sten Dunér                | 1998  | | betong                                       | Kallhäll        | Görvälns slottspark 59.43558, 17.78543                                    | Nya Arkadien/Klot 3              |
| Molekylär form                   | Marga Hage                | 1999  | | aluminium                                    | Kallhäll        | Görvälns slottspark 59.43576, 17.78615                                    | Molekylär form                   |
| På fruset vatten                 | Britt-Ingrid Persson      | 2003  | | brons                                        | Kallhäll        | Görvälns slottspark 59.43481, 17.78512                                    | På fruset vatten                 |
| Nya Arkadien/Klot 1              | Sten Dunér                | 1998  | | betong                                       | Kallhäll        | Görvälns slottspark 59.43515, 17.78534                                    | Nya Arkadien/Klot 1              |
| Ögat                             | Maria Ängquist-Klyvare    | 2005  | | mosaik                                       | Kallhäll        | Görvälns slottspark 59.43552, 17.78654                                    | Ögat                             |
| Nya Arkadien/Monolit             | Sten Dunér                | 1998  | | tegel                                        | Kallhäll        | Görvälns slottspark 59.43564, 17.78697                                    | Nya Arkadien/Monolit             |
| Torii                            | Hanns Karlewski           | 2001  | | betong                                       | Kallhäll        | Görvälns slottspark 59.43516, 17.78571                                    | Torii                            |
| Mor och barn                     | Lena Lervik               | 2010  | | brons                                        |                 | Kastanjens äldreboende, Birgittavägen 6 59.42453, 17.8468                 |                                  |
| Kyss                             | Eva Marklund              | 2006  | | Skulptur - plåtar, wire och stolpar i metall |                 | Jakobsbergsskolan, Mälarvägen 2 59.417, 17.82813                          |                                  |
| Bro                              | Mette Wihlborg            | 1999  | | Skulptur                                     |                 | koordinater saknas                                                        |                                  |
| Källan                           | Mette Wihlborg            | 1995  | vattenfylld bassäng med en fontän och stenformation                                                            |                                              | Jakobsberg      | Riddarplatsen, Jakobsbergs Centrum 59.424, 17.83505                       | Källan                           |
| Giraff                           | Thomas Karlsson           | 2015  | skulptur, en giraff i aluminium, skulpturen donerades till Järfälla kommun 2015 av HSB Norra Stor-Stockholm    | aluminium                                    | Jakobsberg      | Riddarplatsen, Jakobsbergs Centrum koordinater saknas                     | Giraff                           |
| Pojken                           | Lars Nilsson              | 2013  | skulptur, en pojke i ärggrön brons, skulpturen donerades till Järfälla kommun 2013 av HSB Norra Stor-Stockholm | brons                                        | Jakobsberg      | Riddarplatsen, Jakobsbergs Centrum 59.4241, 17.83478                      | Pojken                           |
| Bolinder                         | Okänd                     | 1913  | byst föreställande Erik August Bolinder                                                                        | byst                                         | Kallhäll-Stäket | Kallhälls gård koordinater saknas                                         | Bolinder                         |
| Moment                           | Lennart Källström         | 1971  | | sten                                         | Kallhäll        | Görvälns slottspark 59.43544, 17.78585                                    | Moment                           |
| Dubblering                       | Maria Lilja               |       | | sten och träd                                | Kallhäll        | Bakom kanotklubben, Görvälns slottspark 59.43452, 17.78498                |                                  |
| Tvillingväg                      | Maria Lilja               |       | |                                              | Kallhäll        | Görvälns slottspark 59.43745, 17.78732                                    |                                  |
| Huset                            | Eva Lange                 |       | |                                              | Kallhäll        | Görvälns slottspark 59.43496, 17.79013                                    | Huset                            |
| Cipher                           | Iréne Vestman             |       | |                                              | Kallhäll        | Görvälns slottspark 59.43505, 17.78506                                    | Cipher                           |
| Skvallerspegel                   | Lars Hofsjö               |       | |                                              | Kallhäll        | Görvälns slottspark 59.4351, 17.7891                                      | Skvallerspegel                   |
| Nya Arkadien/Soltecken           | Sten Dunér                | 1998  | |                                              | Kallhäll        | Görvälns slottspark 59.43577, 17.7858                                     |                                  |
| Utsmyckning med infärgad silikon | Matthias van Arkel        | 2011  | infärgad silikon i transparenta och opaka kulörer, utsmyckningen gjord på uppdrag av SL                        | silikon                                      | Jakobsberg      | Jakobsbergs bussterminal, Jakobsbergs Centrum koordinater saknas          |                                  |